# Стемпняк, Флориан
Флори́ан Сте́мпняк (пол. Florian Stępniak OFMCap, в миру — Йозеф, 3 января 1912, Жджары, Мазовецкое воеводство — 12 августа 1942, Дахау, Бавария) — блаженный Римско-католической церкви, монах, мученик. Входит в число 108 блаженных польских мучеников, беатифицированных римским папой Иоанном Павлом II во время его посещения Варшавы 13 июня 1999 года.

## Биография
После окончания средней школы поступил в монашеский орден францисканцев. В 1938 году принёс монашеские обеты, после чего начал обучение в Любленском Католическом Университете, одновременно исполняя пастырские обязанности в монастыре францисканцев в Люблине.
Был арестован 25 января 1940 года и интернирован в концентрационный лагерь Дахау, где погиб в газовой камере 12 августа 1942 года.

## Прославление
13 июня 1999 года был беатифицирован римским папой Иоанном Павлом II вместе с другими польскими мучениками Второй мировой войны.
День памяти — 12 июня.